# Kilförband

Kilförband.

Kilförband är en typ av  förband som fäster ett nav på en axel med en kil som delvis är nedsänkt i axeln och delvis i navet. 
De vanligaste kiltyperna är plattkilen och Woodruff-kilen som båda har svensk standardisering. 